# 4-а дивізія Добровольчої армії
4-а дивізія (4-а д) — військове з'єднання в Кримсько-Азовській Добровольчій армії Збройних сил Півдня Росії під час Громадянської війни в Росії.

## Передісторія
1918 рік
Історія 4-ї дивізії розпочалася 19 листопада 1918 року з формування Кримської дивізії Добровольчої армії.
Кримська дивізія формувалася з 19 листопада 1918 року у Криму. Начальник дивізії генерал-майор Олексій Корвін-Круковський (19 листопада 1918 — 19 січня 1919).
З 27 грудня Кримська дивізія входила до складу Кримсько-Азовського корпусу Добровольчої армії.
До 31 грудня дивізія включала:
- Сімферопольський офіцерський полк,[1][2]
- Кримський зведений піхотний полк[1],
- 2-й Таманський полк Кубанського козачого війська[1],
- Запасний кавалерійський полк[1],
- окремий кадровий ескадрон.[1]

1919 рік
8 січня в результаті об'єднання Добровольчої армії та армії Всевеликого Війська Донського для спільної боротьби проти Радянських Республік створено Збройні сили Півдня Росії (далі ЗСПР). Кримська дивізія Кримсько-Азовського корпусу Добровольчої армії увійшла до складу ЗСПР.
10 січня на основі корпусу Кримсько-Азовського корпусу сформовано Кримсько-Азовську Добровольчу армію (далі К-А Добрармія). Кримська дивізія увійшла до складу армії.

## Історія
З 19 січня Кримська дивізія отримала назву 4-а дивізія.
Начальник дивізії генерал-майор Олексій Корвін-Круковський (19 січня — 21 травня 1919; 21 — 28 травня 1919 начальник 4-ї піхотної дивізії). У грудні 1917 вступив до Добровольчої армії. У лютому-вересні 1918 — комендант штабу Добровольчої армії. Брав участь у Першому Кубанському поході на посаді начальника обозу армії. З вересня 1918 року обіймав посаду коменданта головної квартири Головнокомандувача, з листопада перебував у резерві чинів при штабі Головнокомандувача Добрармії. Начальник гарнізону міста Сімферополя (губернське місто Таврійської губернії) та начальник Кримської дивізії (19.11.1918 — 19.01.1919) у складі Кримсько-Азовського корпусу (27.12.1918-10.01.1919) Добровольчої армії 10-19.01.1919). З 19.01-21.05.1919 начальник 4-ї дивізії Кримсько-Азовської армії. З 21-28.05.1919 начальник 4-ї піхотної дивізії Кримсько-Азовської армії. З 28 травня 1919 вважався знову в резерві чинів при штабі ЗСПР.
Дивізія входила до Кримсько-Азовської Добровольчої армії.
4-а дивізія включала:
- Сімферопольський офіцерський полк. Командир полку полковник П. Г. Морілов (грудень 1918 — 11 квітня 1919).[1][2]
  - 1-й офіцерський батальйон (Сімферопольський): 1 і 2-а роти. Командир батальйону штабс-капітан Микола Орлов.[2]
  - 2-й офіцерський батальйон (Ялтинський): 3 і 4-а роти. Командир батальйону капітан Б. Гаттенбергер.[2]
  - 3-й офіцерський батальйон (Севастопольський): 5 і 6-а роти. Командир батальйону капітан Коттер.[2]
- Кримський зведений піхотний полк.[1]
- Татарський стрілецький полк,[1]
- 1-й артилерійський дивізіон (з кримського, що формується)[1],
- 2-й артилерійський батальйон (з персоналу 13-ї артилерійської бригади),[1]
- 3-й артилерійський батальйон (з персоналу 34-ї артилерійської бригади),[1]
- 4-й артилерійський дивізіон (з Перекопського; м. Перекоп Перекопського повіту),[1]
- ескадрон Кримського кінного полку,[1]
- 2-й Таманський полк Кубанського козацького війська.[1]

6 лютого (старий стиль) командир Сімф. полковник П. Морілов отримав телефонограму начальника штабу 4-ї дивізії полковника Георгій Дубяго за № 441, у якій передавався наказ Штабу Кримсько-Азовської Армії про відправлення 1-го офіцерського батальйону штабс-капітана Микола Орлова на фронт у м. Мелітополь Мелітопольського повіту Таврійської губернії у розпорядження Начдива-5 генерал-лейтенанта Микола Шиллінг (). 4-а рота, що знаходилася в м. Євпаторія (повітове місто Євпаторійського повіту), була терміново викликана до Сімферополя до основних сил батальйону. Батальйон спішно готувався до переїзду.
8 лютого (ст. ст.), після обіду, 1-й оф.батальйон Сімф. Оф.полка у повному складі поринув у вагони і по залізниці вирушив до Мелітополя, куди прибув 9 лютого. На залізничній станції Мелітополь у цей час знаходився Начдив-5 генерал-лейтенант Микола Шиллінг. Командир батальйону Микола Орлов з'явився щодо нього з рапортом про прибуття його розпорядження. Батальйон був розквартирований у Мелітополі.
14 лютого (ст.ст.) 1-й оф.батальйон Сімф. Оф.полку з Мелітополя відправлено на ж.д. станцію Верхній Токмак у розпорядження командира Гвардійського загону генерал-майора Павла Тілло 5-ї дивізії.
Увечері 27 лютого (ст.ст.) 1-й оф.батальйон Сімферопольського офіцерського полку було виведено зі складу Гвардійського загону генерала Павло Тілло 5-ї дивізії та командир батальйону отримав самостійне завдання — зайняти залізничну станцію Якимівку.
З 27 лютого та до 5 березня (ст.ст.) 1-й оф.батальйон Сімф. оф.полку вів ар'єргардні бої (оборонні бої при відступі) від залізничної ст. Якимівка, далі лінією залізниці до з. ст. Рикове.
1 березня 5-та дивізія вела стримувальні бої в північній Таврії. 4-та дивізія перебувала в півострівній Таврії.
2 березня (ст.ст.) за наказом Начдіва-4 генерал-майора Олексій Корвін-Круковського особовий склад штабу Сімферопольського офіцерського полку, 2-й оф. батальйон та команди полку, всього 364 особи, виступили із Сімферополя на Перекопський перешийок. Начальник дивізії звернув увагу командира полку полковника П. Морілова, на те, що на виконання наказу Командувача військами Кримсько-Азовської Добровольчої армії, Перекоп вже сильно укріплений в інженерному відношенні та кількома рядами дротяних загороджень (див. Інженерні війська та Інженерні війська).
13 березня у складі дивізії сформовано 4-ту інженерну роту, командир роти полковник Бородін.
21 травня 4-а дивізія отримала назву 4-а піхотна дивізія.

## Підпорядкування
- 19 січня — серпень 1919 року: Збройні сили Півдня Росії, Кримсько-Азовська Добровольча армія.[1]

## Командування
- Начальник дивізії: генерал-майор Олексій Корвін-Круковський (19 січня — 21 травня 1919 року)[1]
- Командири бригади:
- генерал-майор П. К. Писарєв (до 10 квітня 1919 року),[1]
- генерал-майор Я. А. Слащов (до 21 травня 1919 року).[1]
- 4-а інженерна рота полковник Бородін (з 13 березня 1919 року).[1]

## Склад
На 19 січня 1919 р.: у складі Кримсько-Азовської Добровольчої армії
- Управління дивізії,
- Сімферопольський офіцерський полк,[1]
- Кримський зведений піхотний полк[1]
- Татарський стрілецький полк,[1]
- 1-й артилерійський дивізіон (з Кримського, що формується),[1]
- 2-й артилерійський дивізіон (з кадрів 13-ї артилерійської бригади),[1]
- 3-й артилерійський дивізіон (з кадрів 34-ї артилерійської бригади),[1]
- 4-й артилерійський дивізіон (з Перекопського),[1]
- ескадрон Кримського кінного полку,[1]
- 2-й Таманський полк Кубанського козацького війська.[1]

13 березня у складі дивізії сформовано 4-ту інженерну роту, командир роти полковник Бородін.